# Ohridsko-prespanski biosferni rezervat
Ohridsko-prespanski biosferni rezervat (makedonsko Прекуграничен биосферен резерват „Охрид-Преспа – Prekugraničen biosferen rezervat Ohrid-Prespa; albansko Oher - Prespe, Rezerve Ndërkufitare Biosfere) je čezmejni biosferni rezervat, ki zajema območje Ohridskega, Prespanska jezera v Severni Makedoniji in Albaniji.
Rezervat je bil razglašen junija 2014 in obsega kombinacijo vodnih teles, okoliških gorskih reliefov in drugih območij, ki mejijo na zunanje meje ozemelj in se raztezajo čez obe državi. Pokriva površino 446.244,52 hektara od tega je 59.329,31 ha voda.

## Deklaracija
Območje Ohrid-Prespa je bilo 11. junija 2014 na zasedanju Unescove mednarodne komisije v Jönköpingu na Švedskem razglašeno za biosferni rezervat. Predlog je podal dvostranski sekretariat Ohridskega jezera, skupaj z Unescovimi nacionalnimi komisijami Makedonije in Albanije ter njunimi okoljskimi ministrstvi.
Upravni organi so: mestne občine Ohrid, Struga, Resen in Bitola; podeželski občini Debarca in Vevchani; mestne občine Korca, Pogradec, Bilisht in Maliq; Cerrave, Dardhas, Drenove, Hocisht, Hudenisht, Bilisht-Qender, Libonik, Liqenas, Bulgarec-Qender, Mollaj, Pirg, Bucimas, Pojan, Proger, Proptisht, Rajce, Trebinje, Voskop in podeželska občina Vreshtas.
Jedro: 14.339,25 ha (13.457,81 ha kopno; 881.44 ha voda)
Območje varovanja: 140.479,27 ha (82.124,45 ha kopno; 57.506,51 ha voda)
Prehodno območje: 291.426,01 ha (291.332,96 ha kopno; 941,36 ha voda)

## Ekologija
Čezmejni biosferni rezervat vključuje različne ekosisteme, od gorskih območij okoli jezer do zmernih subtropskih gozdov na nižjih nadmorskih višinah okoli vodnih bazenov. Ohridsko-prespanski jezerski sistem je eden največjih v Evropi te vrste. Obe jezeri imata na nacionalni in mednarodni ravni izjemno vrednost zaradi svoje geološke in biološke posebnosti. Tu je tudi edinstvena in endemična gozdna skupnost, ki jo sestavljajo Pinetum peuces, grški brin (Grecian juniper), panonski hrast (Quercus frainetto) in jelovo-bukove gozdove.
Ohridsko jezero je znano po svojih endemičnih vrstah (več kot 200), od katerih jih je pet omejenih na mikroekosistem v samem jezeru. Deset od sedemnajstih vrst rib je endemičnih, vključno z ohridsko postrvjo (Salmo letnica).
Obstajajo tudi endemična in edinstvena gozdna območja, kot jih pokriva balkanski bor (Pinus peuce).
Sesalci predstavljajo drugo najpomembnejšo skupino vrst v rezervatu, katerih zaščita je ključnega pomena. To so balkanski krt (Talpa stankovici), balkanski risi (Lynx lynx martinoi), volk (Canis lupus), rjavi medved (Ursus arctos) in drugi. Balkanski ris je izjemno redka vrsta s posebno visoko simbolno vrednostjo. Ena posebej opazna vrsta ptic je kodrasti pelikan (Pelecanus crispus). V Prespanski regiji živi približno 260 vrst ptic, ki predstavljajo več kot polovico vrst ptic v Evropi. Na tem območju gnezdi približno 140 vrst.

## Družbeno-ekonomske značilnosti
V čezmejnem rezervatu Ohrid-Prespa živi 455.000 prebivalcev, in predstavlja območje kulturne, etnične in verske raznolikosti. Naselja so le na prehodnih območjih in vključujejo demografsko razmeroma stabilna naselja, medtem ko druga naseljena območja (zlasti mesti Ohrid in Struga na obali Ohridskega jezera in Pogradec v Albaniji) med letom sprejmejo na tisoče obiskovalcev.
V Albaniji je glavna gospodarska dejavnost lokalnega prebivalstva kmetijstvo, ki je še vedno prisotno na prehodnem območju in nekaterih delih varovalnega pasu. V zadnjem času se je živilsko-predelovalna industrija (zlasti v Korči) vzporedno s tradicionalnim kmetijstvom znatno razvila in povzroča nova naselja.
Najpomembnejši razvojni sektor na območju rezervata je primarni sektor. Na mnogih območjih posamezne majhne družinske kmetije nadomeščajo z intenzivnejšim načinom pridelave (na primer veliki sadovnjaki na območju Resen). V nekaterih gorskih predelih je tudi gozdarstvo pomembna gospodarska dejavnost. Živinoreja je pomembna v čezmejni regiji.
Turizem je ključno področje razvoja celotnega čezmejnega biosfernega rezervata. Samo mesto Ohrid v visoki sezoni sprejme veliko število obiskovalcev, šestkrat večje od števila domačih prebivalcev (42.000).
Ribolov je še ena ključna dejavnost z ekološkimi in ekonomskimi vplivi na jezera.

## Glavni kraji in območja
Severna Makedonija
- Mesta: Ohrid, Struga, Resen, Bitola
- Občine: Debarca, Vevčani

Albanija
- Korča, Pogradec, Bilisht, Maliq